# Commission d'accès à l'information
Pour les articles homonymes, voir CAI.
La Commission d'accès à l'information (CAI) est un organisme gouvernemental québécois responsable de mettre en œuvre les politiques d'accès à l'information et de protection des renseignements personnels au Québec. Elle a principalement deux fonctions : une fonction de surveillance de l'application des lois en matière d'information et une fonction juridictionnelle afin de trancher les litiges dans ce domaine. La CAI est responsable de la mise en œuvre de la Loi sur l'accès aux documents des organismes publics et sur la protection des renseignements personnels et de la Loi sur la protection des renseignements personnels dans le secteur privé.
Dans le cadre de sa fonction de surveillance, la CAI effectue des enquêtes et informe les Québécois sur la protection des renseignements personnels et sur l'accès aux informations publiques. Dans le cadre de sa fonction juridictionnelle, la CAI agit comme un tribunal administratif québécois chargée d'entendre les litiges relativement à l'application des lois d'accès à l'information et de protection des renseignements personnels.

## Défis actuels

### Délais de traitement des demandes
La CAI est souvent critiquée pour les délais importants dans le traitement des demandes d’accès à l'information et des plaintes en matière de protection des renseignements personnels. Pour l'année 2023-2024, le délai moyen de traitement des plaintes et des enquêtes s'établissait à 490 jours. Ces délais sont attribués en partie à un manque de ressources et à une augmentation du nombre de demandes et de plaintes reçues chaque année. Une partie de la hausse résulte elle-même du non-respect par les organismes assujettis des délais de réponse aux demandes d'accès à l'information,.

### Obsolescence de la loi
La Loi sur l’accès aux documents des organismes publics et sur la protection des renseignements personnels, adoptée en 1982, est jugée obsolète par de nombreux intervenants. Bien que les dispositions sur la protection des renseignements personnels ait été modernisées avec le projet de loi 64 en 2021, des réformes plus profondes sont jugées nécessaires pour répondre aux défis d’accès à l'information. La Commission elle-même estime que « plus de 30 ans après son entrée en vigueur, une réforme en profondeur de la Loi sur l’accès s’impose ».
Certaines décisions de la Commission ont suscité la controverse, notamment en matière de transparence gouvernementale. Parfois perçue comme trop indulgente envers les organismes publics, la CAI a été critiquée pour son interprétation des exceptions à la divulgation d’information, ce qui limite l’accès à certains documents d’intérêt public. Il faut toutefois noter que la Commission plaide elle-même pour une modernisation de la loi incluant de revoir les restrictions au droit d'accès à l'information qu'elle juge trop nombreuses et aux effets contraires à l'intérêt public,.

## Présidents
Depuis la fondation de la CAI, 10 présidents se sont succédé à sa tête :
- Marcel Pépin (1982-1987)
- Thérèse Giroux (intérimaire) (1987-1988)
- Jacques O'Bready (1988-1990)
- Paul-André Comeau (1990-2000)
- Jennifer Stoddart (2000-2003)
- Diane Boissinot (intérimaire) (2003-2004)
- Jacques Saint-Laurent (2004-2010)
- Jean Chartier (2010-2018)
- Diane Poitras (2018-2024)
- Rady Khuong (depuis 2024, par intérim)